# Campeonato de Primera B 2018-19 (Argentina)
El Campeonato de Primera B 2018-19, fue la octogésima séptima edición de la Primera B, tercera categoría del fútbol argentino en el orden de los clubes directamente afiliados a la AFA. Comenzó el 17 de agosto de 2018 y finalizó el 20 de junio de 2019.
Los nuevos participantes fueron Defensores Unidos, campeón de la Primera C 2017-18, Justo José de Urquiza, ganador del reducido que hizo su debut en Primera B, y por otro lado All Boys, Deportivo Riestra y Flandria, descendidos de la Primera B Nacional 2017-18.
Por su parte, Deportivo Español descendió a la Primera C por el sistema de promedios.

## Ascensos y descensos
| Promedio | Descendido de la Primera B 2017-18 |
| -------- | ---------------------------------- |
| 18.°     | Villa San Carlos                   |

| Posición  | Ascendidos de la Primera C 2017-18 |
| --------- | ---------------------------------- |
| 1.°       | Defensores Unidos                  |
| Gan. red. | J. J. de Urquiza                   |

| Posición  | Ascendidos a la Primera B Nacional 2018-19 |
| --------- | ------------------------------------------ |
| 1.º       | Platense                                   |
| Gan. red. | Defensores de Belgrano                     |

| Promedio | Descendidos de la Primera B Nacional 2017-18 |
| -------- | -------------------------------------------- |
| 21.°     | All Boys                                     |
| 24.°     | Flandria                                     |
| 25.°     | Deportivo Riestra                            |

- De esta manera, el número de equipos participantes aumentó a 20.

## Equipos participantes
| Equipo            | Localidad            | Estadio                      | Capacidad |
| ----------------- | -------------------- | ---------------------------- | --------- |
| Acassuso          | Boulogne             | La Quema                     | 800       |
| All Boys          | Buenos Aires         | Islas Malvinas               | 21 500    |
| Almirante Brown   | San Justo            | Fragata Presidente Sarmiento | 25 000    |
| Atlanta           | Buenos Aires         | Don León Kolbowsky           | 14 000    |
| Barracas Central  | Buenos Aires         | Claudio Fabián Tapia         | 4400      |
| Colegiales        | Munro                | Libertarios Unidos           | 6000      |
| Comunicaciones    | Buenos Aires         | Alfredo Ramos                | 3500      |
| Defensores Unidos | Zarate               | Gigante de Villa Fox         | 8000      |
| Deportivo Español | Buenos Aires         | Nueva España                 | 32 500    |
| Deportivo Riestra | Buenos Aires         | Guillermo Laza               | 3000      |
| Estudiantes       | Caseros              | Ciudad de Caseros            | 16 740    |
| Fénix             | La Reja              | No posee                     | -         |
| Flandria          | Jáuregui             | Carlos V                     | 5000      |
| J. J. de Urquiza  | Loma Hermosa         | Ramón Roque Martín           | 2500      |
| Sacachispas       | Buenos Aires         | Beto Larrosa                 | 4000      |
| San Miguel        | Los Polvorines       | Malvinas Argentinas          | 9000      |
| San Telmo         | Dock Sud             | Dr. Osvaldo Baletto          | 5500      |
| Talleres          | Remedios de Escalada | Talleres                     | 15 000    |
| Tristán Suárez    | Tristán Suárez       | 20 de Octubre                | 15 000    |
| UAI Urquiza       | Villa Lynch          | Monumental de Villa Lynch    | 1000      |

| 1. 2. |

### Distribución geográfica de los equipos
| Región                                   | Cant. | Equipos |
| ---------------------------------------- | ----- | --- |
| Conurbano bonaerense                     | 11    | Acassuso, Almirante Brown, Colegiales, Estudiantes, Fénix, Justo José de Urquiza, San Miguel, San Telmo, Talleres (RdE), Tristán Suárez y UAI Urquiza |
| Ciudad de Buenos Aires                   | 7     | All Boys, Atlanta, Barracas Central, Comunicaciones, Deportivo Riestra, Deportivo Español y Sacachispas                                               |
| Interior de la provincia de Buenos Aires | 2     | Defensores Unidos y Flandria |

## Formato

### Ascenso
Los 20 participantes se enfrentaron en dos ruedas por el sistema de todos contra todos. Al comenzar el torneo se había establecido que habría dos ascendidos a la Primera B Nacional, el campeón y el ganador de un torneo reducido jugado por eliminación directa entre los ocho equipos que ocuparan los siguientes puestos. No obstante, el 20 de diciembre de 2018, el Comité Ejecutivo de la AFA resolvió aumentar a cinco el número de ascensos: los equipos que ocuparon los cuatro primeros puestos de la tabla final de posiciones, y el ganador de un reducido jugado entre los cuatro siguientes, del quinto al octavo.

### Descenso
El equipo que ocupó el último puesto en la tabla de promedios descendió a la Primera C.

### Clasificación a la Copa Argentina 2018-19
Los primeros seis equipos de la tabla parcial de la primera rueda clasificaron a los treintaidosavos de final de la Copa Argentina 2018-19.

## Tabla de posiciones final
| Pos. | Equipo            | Pts. | PJ | PG | PE | PP | GF | GC | Dif. |
| ---- | ----------------- | ---- | -- | -- | -- | -- | -- | -- | ---- |
| 01.º | Barracas Central  | 81   | 38 | 23 | 12 | 3  | 59 | 15 | 44   |
| 02.º | Atlanta           | 72   | 38 | 20 | 12 | 6  | 64 | 27 | 37   |
| 03.º | Estudiantes       | 72   | 38 | 21 | 9  | 8  | 59 | 32 | 27   |
| 04.º | Deportivo Riestra | 68   | 38 | 19 | 11 | 8  | 50 | 34 | 16   |
| 05.º | Acassuso          | 59   | 38 | 15 | 14 | 9  | 38 | 23 | 15   |
| 06.º | San Telmo         | 57   | 38 | 14 | 15 | 9  | 45 | 33 | 12   |
| 07.º | Colegiales        | 54   | 38 | 14 | 12 | 12 | 34 | 32 | 2    |
| 08.º | All Boys          | 54   | 38 | 15 | 9  | 14 | 43 | 48 | −5   |
| 09.º | Almirante Brown   | 52   | 38 | 15 | 7  | 16 | 37 | 42 | −5   |
| 10.º | UAI Urquiza       | 51   | 38 | 13 | 12 | 13 | 26 | 33 | −7   |
| 11.º | Flandria          | 50   | 38 | 12 | 14 | 12 | 36 | 32 | 4    |
| 12.º | Fénix             | 45   | 38 | 10 | 15 | 13 | 31 | 35 | −4   |
| 13.º | Defensores Unidos | 44   | 38 | 10 | 14 | 14 | 34 | 41 | −7   |
| 14.º | Tristán Suárez    | 42   | 38 | 8  | 18 | 12 | 33 | 43 | −10  |
| 15.º | J. J. de Urquiza  | 41   | 38 | 9  | 14 | 15 | 34 | 46 | −12  |
| 16.º | San Miguel        | 40   | 38 | 6  | 22 | 10 | 21 | 28 | −7   |
| 17.º | Sacachispas       | 37   | 38 | 8  | 13 | 17 | 28 | 46 | −18  |
| 18.º | Comunicaciones    | 31   | 38 | 6  | 13 | 19 | 22 | 48 | −26  |
| 19.º | Deportivo Español | 31   | 38 | 7  | 10 | 21 | 23 | 56 | −33  |
| 20.º | Talleres (RdE)    | 30   | 38 | 6  | 12 | 20 | 23 | 46 | −23  |

|  | Campeón. Ascendió a la Primera B Nacional.        |
|  | Ascendieron a la Primera B Nacional.              |
|  | Jugaron un torneo reducido por el quinto ascenso. |

### Evolución de las posiciones

#### Primera rueda
| Equipo / Fecha    | 1    | 2    | 3    | 4    | 5    | 6    | 7    | 8    | 9    | 10   | 11   | 12   | 13   | 14   | 15   | 16   | 17   | 18   | 19   |
| ----------------- | ---- | ---- | ---- | ---- | ---- | ---- | ---- | ---- | ---- | ---- | ---- | ---- | ---- | ---- | ---- | ---- | ---- | ---- | ---- |
| Acassuso          | 03.º | 04.º | 03.º | 06.º | 04.º | 03.º | 03.º | 04.º | 05.º | 05.º | 07.º | 06.º | 05.º | 06.º | 07.º | 07.º | 04.º | 04.º | 04.º |
| All Boys          | 13.º | 04.º | 04.º | 09.º | 05.º | 05.º | 04.º | 05.º | 04.º | 02.º | 03.º | 04.º | 02.º | 03.º | 04.º | 04.º | 05.º | 06.º | 06.º |
| Almirante Brown   | 19.º | 09.º | 07.º | 05.º | 07.º | 06.º | 07.º | 07.º | 08.º | 07.º | 04.º | 07.º | 08.º | 08.º | 09.º | 09.º | 08.º | 09.º | 07.º |
| Atlanta           | 01.º | 01.º | 01.º | 03.º | 06.º | 07.º | 05.º | 02.º | 03.º | 04.º | 05.º | 03.º | 04.º | 02.º | 03.º | 02.º | 03.º | 03.º | 03.º |
| Barracas Central  | 07.º | 13.º | 08.º | 07.º | 08.º | 08.º | 08.º | 08.º | 07.º | 06.º | 08.º | 08.º | 06.º | 04.º | 02.º | 03.º | 02.º | 02.º | 02.º |
| Colegiales        | 15.º | 07.º | 10.º | 10.º | 11.º | 11.º | 10.º | 10.º | 13.º | 15.º | 17.º | 18.º | 14.º | 15.º | 15.º | 11.º | 12.º | 10.º | 11.º |
| Comunicaciones    | 15.º | 15.º | 18.º | 20.º | 20.º | 19.º | 18.º | 18.º | 18.º | 19.º | 19.º | 20.º | 20.º | 20.º | 20.º | 20.º | 20.º | 20.º | 17.º |
| Defensores Unidos | 15.º | 20.º | 20.º | 14.º | 16.º | 16.º | 15.º | 12.º | 11.º | 11.º | 10.º | 09.º | 09.º | 09.º | 08.º | 08.º | 09.º | 11.º | 10.º |
| Deportivo Español | 15.º | 17.º | 19.º | 12.º | 14.º | 15.º | 16.º | 16.º | 17.º | 18.º | 18.º | 19.º | 19.º | 17.º | 17.º | 17.º | 18.º | 19.º | 20.º |
| Deportivo Riestra | 03.º | 03.º | 05.º | 02.º | 01.º | 01.º | 01.º | 01.º | 01.º | 01.º | 01.º | 02.º | 03.º | 05.º | 06.º | 05.º | 06.º | 05.º | 05.º |
| Estudiantes       | 02.º | 02.º | 02.º | 04.º | 03.º | 02.º | 02.º | 03.º | 02.º | 03.º | 02.º | 01.º | 01.º | 01.º | 01.º | 01.º | 01.º | 01.º | 01.º |
| Fénix             | 09.º | 13.º | 13.º | 16.º | 12.º | 11.º | 11.º | 13.º | 12.º | 12.º | 13.º | 16.º | 16.º | 14.º | 11.º | 13.º | 14.º | 14.º | 15.º |
| Flandria          | 09.º | 15.º | 09.º | 08.º | 10.º | 09.º | 09.º | 09.º | 10.º | 10.º | 12.º | 13.º | 15.º | 16.º | 16.º | 15.º | 15.º | 13.º | 13.º |
| J. J. de Urquiza  | 09.º | 12.º | 15.º | 17.º | 18.º | 18.º | 17.º | 17.º | 15.º | 13.º | 14.º | 14.º | 13.º | 13.º | 14.º | 16.º | 10.º | 12.º | 12.º |
| Sacachispas       | 07.º | 10.º | 12.º | 11.º | 09.º | 10.º | 12.º | 11.º | 09.º | 09.º | 09.º | 11.º | 10.º | 12.º | 13.º | 12.º | 13.º | 15.º | 16.º |
| San Miguel        | 13.º | 18.º | 16.º | 19.º | 19.º | 20.º | 20.º | 20.º | 19.º | 17.º | 15.º | 15.º | 18.º | 19.º | 19.º | 19.º | 19.º | 18.º | 18.º |
| San Telmo         | 09.º | 11.º | 13.º | 18.º | 12.º | 14.º | 14.º | 15.º | 16.º | 14.º | 11.º | 10.º | 11.º | 11.º | 12.º | 14.º | 16.º | 16.º | 14.º |
| Talleres (RdE)    | 03.º | 07.º | 11.º | 13.º | 17.º | 17.º | 19.º | 19.º | 20.º | 20.º | 20.º | 17.º | 17.º | 18.º | 18.º | 18.º | 17.º | 17.º | 19.º |
| Tristán Suárez    | 20.º | 19.º | 17.º | 15.º | 15.º | 13.º | 13.º | 14.º | 14.º | 16.º | 16.º | 12.º | 12.º | 10.º | 10.º | 10.º | 11.º | 08.º | 08.º |
| UAI Urquiza       | 03.º | 06.º | 06.º | 01.º | 02.º | 04.º | 06.º | 06.º | 06.º | 08.º | 06.º | 05.º | 07.º | 07.º | 05.º | 06.º | 07.º | 07.º | 09.º |

| 1. 2. 3. 4. 5. 6. 7. 8. 9. 10. |

#### Segunda rueda
| Equipo / Fecha    | 20   | 21   | 22   | 23   | 24   | 25   | 26   | 27   | 28   | 29   | 30   | 31   | 32   | 33   | 34   | 35   | 36   | 37   | 38   |
| ----------------- | ---- | ---- | ---- | ---- | ---- | ---- | ---- | ---- | ---- | ---- | ---- | ---- | ---- | ---- | ---- | ---- | ---- | ---- | ---- |
| Acassuso          | 05.º | 04.º | 05.º | 05.º | 05.º | 04.º | 03.º | 04.º | 04.º | 04.º | 04.º | 05.º | 05.º | 05.º | 05.º | 05.º | 05.º | 05.º | 05.º |
| All Boys          | 06.º | 07.º | 06.º | 06.º | 06.º | 06.º | 06.º | 06.º | 07.º | 07.º | 07.º | 07.º | 07.º | 07.º | 07.º | 08.º | 07.º | 07.º | 08.º |
| Almirante Brown   | 08.º | 11.º | 11.º | 11.º | 13.º | 13.º | 13.º | 15.º | 16.º | 15.º | 13.º | 10.º | 13.º | 13.º | 11.º | 11.º | 11.º | 10.º | 09.º |
| Atlanta           | 03.º | 03.º | 03.º | 03.º | 04.º | 05.º | 05.º | 05.º | 05.º | 05.º | 05.º | 03.º | 03.º | 03.º | 03.º | 04.º | 03.º | 02.º | 02.º |
| Barracas Central  | 02.º | 01.º | 01.º | 01.º | 01.º | 01.º | 01.º | 01.º | 01.º | 01.º | 01.º | 01.º | 01.º | 01.º | 01.º | 01.º | 01.º | 01.º | 01.º |
| Colegiales        | 11.º | 06.º | 07.º | 08.º | 08.º | 09.º | 09.º | 09.º | 10.º | 11.º | 14.º | 12.º | 09.º | 09.º | 08.º | 07.º | 09.º | 08.º | 07.º |
| Comunicaciones    | 17.º | 18.º | 18.º | 18.º | 18.º | 18.º | 19.º | 17.º | 19.º | 19.º | 19.º | 19.º | 19.º | 19.º | 19.º | 19.º | 18.º | 18.º | 18.º |
| Defensores Unidos | 12.º | 09.º | 12.º | 13.º | 14.º | 14.º | 14.º | 12.º | 14.º | 14.º | 11.º | 09.º | 12.º | 10.º | 13.º | 13.º | 12.º | 13.º | 13.º |
| Deportivo Español | 20.º | 20.º | 20.º | 20.º | 20.º | 20.º | 20.º | 20.º | 20.º | 20.º | 20.º | 20.º | 20.º | 20.º | 20.º | 20.º | 20.º | 20.º | 19.º |
| Deportivo Riestra | 04.º | 05.º | 04.º | 04.º | 03.º | 03.º | 04.º | 03.º | 03.º | 03.º | 03.º | 04.º | 04.º | 04.º | 04.º | 03.º | 04.º | 04.º | 04.º |
| Estudiantes       | 01.º | 02.º | 02.º | 02.º | 02.º | 02.º | 02.º | 02.º | 02.º | 02.º | 02.º | 02.º | 02.º | 02.º | 02.º | 02.º | 02.º | 03.º | 03.º |
| Fénix             | 13.º | 13.º | 13.º | 14.º | 10.º | 12.º | 11.º | 11.º | 09.º | 09.º | 10.º | 13.º | 11.º | 12.º | 12.º | 12.º | 13.º | 12.º | 12.º |
| Flandria          | 10.º | 12.º | 08.º | 07.º | 07.º | 07.º | 07.º | 08.º | 08.º | 08.º | 09.º | 11.º | 08.º | 08.º | 10.º | 10.º | 10.º | 11.º | 11.º |
| J. J. de Urquiza  | 14.º | 14.º | 15.º | 15.º | 15.º | 15.º | 15.º | 14.º | 13.º | 13.º | 15.º | 16.º | 16.º | 16.º | 14.º | 14.º | 14.º | 15.º | 15.º |
| Sacachispas       | 16.º | 16.º | 17.º | 17.º | 17.º | 17.º | 17.º | 18.º | 17.º | 17.º | 17.º | 15.º | 15.º | 15.º | 16.º | 17.º | 17.º | 17.º | 17.º |
| San Miguel        | 18.º | 17.º | 16.º | 16.º | 16.º | 16.º | 16.º | 16.º | 15.º | 16.º | 16.º | 17.º | 17.º | 17.º | 17.º | 16.º | 15.º | 16.º | 16.º |
| San Telmo         | 15.º | 15.º | 14.º | 12.º | 11.º | 08.º | 08.º | 07.º | 06.º | 06.º | 06.º | 06.º | 06.º | 06.º | 06.º | 06.º | 06.º | 06.º | 06.º |
| Talleres (RdE)    | 19.º | 19.º | 19.º | 19.º | 19.º | 19.º | 18.º | 19.º | 18.º | 18.º | 18.º | 18.º | 18.º | 18.º | 18.º | 18.º | 19.º | 19.º | 20.º |
| Tristán Suárez    | 07.º | 08.º | 09.º | 09.º | 09.º | 10.º | 10.º | 10.º | 11.º | 12.º | 12.º | 14.º | 14.º | 14.º | 15.º | 15.º | 16.º | 14.º | 14.º |
| UAI Urquiza       | 09.º | 10.º | 10.º | 10.º | 12.º | 11.º | 12.º | 13.º | 12.º | 10.º | 08.º | 08.º | 10.º | 11.º | 09.º | 09.º | 08.º | 09.º | 10.º |

| 1. 2. 3. 4. |

## Tabla de descenso
| Pos  | Equipo            | 2016-17 | 2017-18 | 2018-19 | Total | PJ  | Promedio |
| ---- | ----------------- | ------- | ------- | ------- | ----- | --- | -------- |
| 01.º | Estudiantes       | 52      | 64      | 72      | 188   | 108 | 1,740    |
| 02.º | Deportivo Riestra | 58      | -       | 68      | 126   | 74  | 1,702    |
| 03.º | Barracas Central  | 51      | 51      | 81      | 183   | 108 | 1,694    |
| 04.º | Atlanta           | 57      | 52      | 72      | 181   | 108 | 1,675    |
| 05.º | All Boys          | -       | -       | 54      | 54    | 38  | 1,421    |
| 06.º | Acassuso          | 40      | 54      | 59      | 153   | 108 | 1,416    |
| 07.º | San Telmo         | 49      | 43      | 57      | 149   | 108 | 1,379    |
| 08.º | UAI Urquiza       | 48      | 49      | 51      | 148   | 108 | 1,370    |
| 09.º | Flandria          | -       | -       | 50      | 50    | 38  | 1,315    |
| 10.º | Tristán Suárez    | 41      | 50      | 42      | 133   | 108 | 1,231    |
| 11.º | Almirante Brown   | 51      | 29      | 52      | 132   | 108 | 1,222    |
| 12.º | Colegiales        | 37      | 39      | 54      | 130   | 108 | 1,203    |
| 12.º | Fénix             | 46      | 39      | 45      | 130   | 108 | 1,203    |
| 14.º | Comunicaciones    | 55      | 41      | 31      | 127   | 108 | 1,175    |
| 15.º | Defensores Unidos | -       | -       | 44      | 44    | 38  | 1,157    |
| 16.º | San Miguel        | -       | 43      | 40      | 83    | 72  | 1,152    |
| 17.º | Talleres (RdE)    | 40      | 49      | 30      | 119   | 108 | 1,101    |
| 18.º | J. J. de Urquiza  | -       | -       | 41      | 41    | 38  | 1,078    |
| 19.º | Sacachispas       | -       | 40      | 37      | 77    | 72  | 1,069    |
| 20.º | Deportivo Español | 51      | 31      | 31      | 113   | 108 | 1,046    |

|  | Descendió a la Primera C. |

## Tabla de posiciones parcial de la primera rueda
Esta tabla fue usada para determinar los equipos clasificados a la Copa Argentina 2018-19, que fueron los que ocuparon los seis primeros lugares.
| Pos. | Equipo            | Pts. | PJ | PG | PE | PP | GF | GC | Dif. |
| ---- | ----------------- | ---- | -- | -- | -- | -- | -- | -- | ---- |
| 01.º | Barracas Central  | 42   | 19 | 12 | 6  | 1  | 27 | 7  | 20   |
| 02.º | Estudiantes       | 40   | 19 | 12 | 4  | 3  | 34 | 17 | 17   |
| 03.º | Atlanta           | 38   | 19 | 11 | 5  | 3  | 34 | 13 | 21   |
| 04.º | Acassuso          | 35   | 19 | 9  | 8  | 2  | 19 | 8  | 11   |
| 05.º | Deportivo Riestra | 34   | 19 | 10 | 4  | 5  | 26 | 16 | 10   |
| 06.º | All Boys          | 28   | 19 | 8  | 4  | 7  | 22 | 26 | −4   |
| 07.º | Almirante Brown   | 27   | 19 | 8  | 3  | 8  | 24 | 26 | −2   |
| 08.º | Tristán Suárez    | 26   | 19 | 5  | 11 | 3  | 18 | 18 | 0    |
| 09.º | UAI Urquiza       | 26   | 19 | 7  | 5  | 7  | 14 | 18 | −4   |
| 10.º | Defensores Unidos | 25   | 19 | 7  | 4  | 8  | 19 | 20 | −1   |
| 11.º | Flandria          | 23   | 19 | 5  | 8  | 6  | 17 | 15 | 2    |
| 12.º | Colegiales        | 23   | 19 | 5  | 8  | 6  | 16 | 17 | −1   |
| 13.º | J. J. de Urquiza  | 21   | 19 | 5  | 6  | 8  | 19 | 25 | −6   |
| 14.º | San Telmo         | 20   | 19 | 4  | 8  | 7  | 18 | 21 | −3   |
| 15.º | Fénix             | 19   | 19 | 4  | 7  | 8  | 15 | 19 | −4   |
| 16.º | Sacachispas       | 19   | 19 | 4  | 7  | 8  | 14 | 21 | −7   |
| 17.º | Comunicaciones    | 17   | 19 | 3  | 8  | 8  | 15 | 26 | −11  |
| 18.º | San Miguel        | 16   | 19 | 2  | 10 | 7  | 10 | 20 | −10  |
| 19.º | Talleres (RdE)    | 14   | 19 | 3  | 5  | 11 | 13 | 25 | −12  |
| 20.º | Deportivo Español | 14   | 19 | 3  | 5  | 11 | 12 | 28 | −16  |

|  | Clasificados a la Copa Argentina 2018-19. |

## Resultados

### Primera rueda
| Fecha 1           | Fecha 1   | Fecha 1           | Fecha 1                   | Fecha 1      | Fecha 1 |
| Local             | Resultado | Visitante         | Estadio                   | Fecha        | Hora    |
| ----------------- | --------- | ----------------- | ------------------------- | ------------ | ------- |
| Barracas Central  | 2 - 2     | Sacachispas       | Claudio Chiqui Tapia      | 17 de agosto | 15:30   |
| Deportivo Riestra | 1 - 0     | Comunicaciones    | Guillermo Laza            | 18 de agosto | 13:05   |
| San Miguel        | 0 - 0     | All Boys          | Malvinas Argentinas       | 18 de agosto | 13:15   |
| Flandria          | 1 - 1     | J. J. de Urquiza  | Carlos V                  | 18 de agosto | 15:30   |
| Atlanta           | 4 - 0     | Tristán Suárez    | Don León Kolbowsky        | 18 de agosto | 17:05   |
| UAI Urquiza       | 1 - 0     | Defensores Unidos | Monumental de Villa Lynch | 19 de agosto | 15:30   |
| Deportivo Español | 0 - 1     | Talleres (RdE)    | Nueva España              | 20 de agosto | 15:30   |
| San Telmo         | 1 - 1     | Fénix             | Dr. Osvaldo Baletto       | 20 de agosto | 15:30   |
| Estudiantes       | 2 - 0     | Almirante Brown   | Ciudad de Caseros         | 20 de agosto | 21:05   |
| Acassuso          | 1 - 0     | Colegiales        | República de Italia       | 21 de agosto | 21:05   |

| Fecha 2           | Fecha 2   | Fecha 2           | Fecha 2                      | Fecha 2      | Fecha 2 |
| Local             | Resultado | Visitante         | Estadio                      | Fecha        | Hora    |
| ----------------- | --------- | ----------------- | ---------------------------- | ------------ | ------- |
| Defensores Unidos | 0 - 1     | Estudiantes       | Gigante de Villa Fox         | 24 de agosto | 15:30   |
| Tristán Suárez    | 0 - 0     | Deportivo Español | 20 de Octubre                | 24 de agosto | 15:30   |
| Fénix             | 1 - 2     | All Boys          | Nueva España                 | 24 de agosto | 15:35   |
| Talleres (RdE)    | 0 - 1     | Deportivo Riestra | Talleres (RdE)               | 24 de agosto | 20:05   |
| Colegiales        | 1 - 0     | Flandria          | Colegiales                   | 25 de agosto | 11:00   |
| J. J. de Urquiza  | 0 - 0     | UAI Urquiza       | Malvinas Argentinas          | 25 de agosto | 11:00   |
| Comunicaciones    | 1 - 1     | Acassuso          | Alfredo Ramos                | 25 de agosto | 15:30   |
| Sacachispas       | 1 - 1     | San Telmo         | Beto Larrosa                 | 25 de agosto | 15:30   |
| Almirante Brown   | 1 - 0     | Barracas Central  | Fragata Presidente Sarmiento | 25 de agosto | 15:30   |
| Atlanta           | 3 - 0     | San Miguel        | Don León Kolbowsky           | 25 de agosto | 17:05   |

| Fecha 3           | Fecha 3   | Fecha 3           | Fecha 3                   | Fecha 3      | Fecha 3 |
| Local             | Resultado | Visitante         | Estadio                   | Fecha        | Hora    |
| ----------------- | --------- | ----------------- | ------------------------- | ------------ | ------- |
| Deportivo Riestra | 2 - 2     | Tristán Suárez    | Guillermo Laza            | 28 de agosto | 15:30   |
| Estudiantes       | 4 - 2     | J. J. de Urquiza  | Ciudad de Caseros         | 28 de agosto | 21:05   |
| Deportivo Español | 0 - 1     | Atlanta           | Nueva España              | 29 de agosto | 15:05   |
| San Miguel        | 0 - 0     | Fénix             | Malvinas Argentinas       | 29 de agosto | 15:30   |
| Acassuso          | 3 - 1     | Talleres (RdE)    | República de Italia       | 29 de agosto | 15:30   |
| Flandria          | 1 - 0     | Comunicaciones    | Carlos V                  | 29 de agosto | 15:30   |
| Barracas Central  | 5 - 1     | Defensores Unidos | Claudio Chiqui Tapia      | 29 de agosto | 15:30   |
| UAI Urquiza       | 1 - 0     | Colegiales        | Monumental de Villa Lynch | 29 de agosto | 15:30   |
| San Telmo         | 0 - 1     | Almirante Brown   | Dr. Osvaldo Baletto       | 29 de agosto | 15:30   |
| All Boys          | 3 - 2     | Sacachispas       | Islas Malvinas            | 29 de agosto | 19:35   |

| Fecha 4           | Fecha 4   | Fecha 4           | Fecha 4                      | Fecha 4         | Fecha 4 |
| Local             | Resultado | Visitante         | Estadio                      | Fecha           | Hora    |
| ----------------- | --------- | ----------------- | ---------------------------- | --------------- | ------- |
| Almirante Brown   | 2 - 0     | All Boys          | Fragata Presidente Sarmiento | 1 de septiembre | 13:05   |
| J. J. de Urquiza  | 1 - 2     | Barracas Central  | República de Italia          | 2 de septiembre | 13:00   |
| Comunicaciones    | 1 - 3     | UAI Urquiza       | Alfredo Ramos                | 2 de septiembre | 15:30   |
| Defensores Unidos | 2 - 0     | San Telmo         | Gigante de Villa Fox         | 2 de septiembre | 15:30   |
| Deportivo Español | 2 - 0     | San Miguel        | Nueva España                 | 2 de septiembre | 15:30   |
| Colegiales        | 2 - 1     | Estudiantes       | Colegiales                   | 3 de septiembre | 15:05   |
| Sacachispas       | 1 - 0     | Fénix             | Beto Larrosa                 | 3 de septiembre | 15:30   |
| Tristán Suárez    | 0 - 0     | Acassuso          | 20 de Octubre                | 3 de septiembre | 15:30   |
| Talleres (RdE)    | 0 - 1     | Flandria          | Talleres (RdE)               | 3 de septiembre | 19:30   |
| Atlanta           | 0 - 1     | Deportivo Riestra | Don León Kolbowsky           | 4 de septiembre | 21:05   |

| Fecha 5           | Fecha 5   | Fecha 5           | Fecha 5                   | Fecha 5          | Fecha 5 |
| Local             | Resultado | Visitante         | Estadio                   | Fecha            | Hora    |
| ----------------- | --------- | ----------------- | ------------------------- | ---------------- | ------- |
| Deportivo Riestra | 3 - 0     | Deportivo Español | Guillermo Laza            | 8 de septiembre  | 15:30   |
| Acassuso          | 1 - 0     | Atlanta           | República de Italia       | 8 de septiembre  | 17:05   |
| All Boys          | 1 - 0     | Defensores Unidos | Islas Malvinas            | 8 de septiembre  | 18:00   |
| Estudiantes       | 3 - 1     | Comunicaciones    | Ciudad de Caseros         | 8 de septiembre  | 19:05   |
| San Miguel        | 1 - 2     | Sacachispas       | Malvinas Argentinas       | 9 de septiembre  | 15:30   |
| Flandria          | 1 - 1     | Tristán Suárez    | Carlos V                  | 9 de septiembre  | 15:30   |
| UAI Urquiza       | 2 - 0     | Talleres (RdE)    | Monumental de Villa Lynch | 9 de septiembre  | 15:30   |
| San Telmo         | 2 - 0     | J. J. de Urquiza  | Dr. Osvaldo Baletto       | 9 de septiembre  | 15:30   |
| Fénix             | 2 - 1     | Almirante Brown   | Nueva España              | 10 de septiembre | 15:30   |
| Barracas Central  | 1 - 1     | Colegiales        | Claudio Chiqui Tapia      | 13 de septiembre | 15:30   |

| Fecha 6           | Fecha 6   | Fecha 6          | Fecha 6                      | Fecha 6          | Fecha 6 |
| Local             | Resultado | Visitante        | Estadio                      | Fecha            | Hora    |
| ----------------- | --------- | ---------------- | ---------------------------- | ---------------- | ------- |
| Talleres (RdE)    | 0 - 1     | Estudiantes      | Talleres (RdE)               | 14 de septiembre | 19:05   |
| Almirante Brown   | 1 - 0     | Sacachispas      | Fragata Presidente Sarmiento | 15 de septiembre | 13:00   |
| Deportivo Español | 0 - 1     | Acassuso         | Nueva España                 | 15 de septiembre | 15:30   |
| Atlanta           | 1 - 1     | Flandria         | Don León Kolbowsky           | 15 de septiembre | 17:30   |
| Deportivo Riestra | 4 - 1     | San Miguel       | Guillermo Laza               | 16 de septiembre | 13:30   |
| Tristán Suárez    | 2 - 0     | UAI Urquiza      | 20 de Octubre                | 16 de septiembre | 15:30   |
| Colegiales        | 2 - 2     | San Telmo        | Colegiales                   | 16 de septiembre | 15:30   |
| J. J. de Urquiza  | 1 - 2     | All Boys         | Malvinas Argentinas          | 16 de septiembre | 15:30   |
| Defensores Unidos | 1 - 2     | Fénix            | Gigante de Villa Fox         | 16 de septiembre | 15:30   |
| Comunicaciones    | 0 - 0     | Barracas Central | Alfredo Ramos                | 17 de septiembre | 16:00   |

| Fecha 7          | Fecha 7   | Fecha 7           | Fecha 7                   | Fecha 7          | Fecha 7 |
| Local            | Resultado | Visitante         | Estadio                   | Fecha            | Hora    |
| ---------------- | --------- | ----------------- | ------------------------- | ---------------- | ------- |
| UAI Urquiza      | 0 - 2     | Atlanta           | Monumental de Villa Lynch | 21 de septiembre | 15:05   |
| San Miguel       | 0 - 0     | Almirante Brown   | Armenia                   | 21 de septiembre | 15:30   |
| Acassuso         | 0 - 0     | Deportivo Riestra | República de Italia       | 22 de septiembre | 13:05   |
| Sacachispas      | 0 - 2     | Defensores Unidos | Beto Larrosa              | 22 de septiembre | 15:30   |
| All Boys         | 1 - 1     | Colegiales        | Islas Malvinas            | 22 de septiembre | 15:30   |
| Flandria         | 0 - 0     | Deportivo Español | Carlos V                  | 22 de septiembre | 15:30   |
| Estudiantes      | 0 - 0     | Tristán Suárez    | Ciudad de Caseros         | 23 de septiembre | 15:30   |
| Fénix            | 0 - 1     | J. J. de Urquiza  | Nueva España              | 24 de septiembre | 15:30   |
| San Telmo        | 1 - 1     | Comunicaciones    | Dr. Osvaldo Baletto       | 24 de septiembre | 15:30   |
| Barracas Central | 1 - 0     | Talleres (RdE)    | Claudio Chiqui Tapia      | 24 de septiembre | 15:30   |

| Fecha 8           | Fecha 8   | Fecha 8          | Fecha 8              | Fecha 8          | Fecha 8 |
| Local             | Resultado | Visitante        | Estadio              | Fecha            | Hora    |
| ----------------- | --------- | ---------------- | -------------------- | ---------------- | ------- |
| Deportivo Español | 0 - 0     | UAI Urquiza      | Nueva España         | 28 de septiembre | 15:30   |
| Defensores Unidos | 3 - 1     | Almirante Brown  | Gigante de Villa Fox | 28 de septiembre | 15:30   |
| J. J. de Urquiza  | 2 - 2     | Sacachispas      | Malvinas Argentinas  | 28 de septiembre | 15:30   |
| Talleres (RdE)    | 4 - 1     | San Telmo        | Talleres (RdE)       | 29 de septiembre | 12:00   |
| Comunicaciones    | 1 - 1     | All Boys         | Alfredo Ramos        | 29 de septiembre | 13:30   |
| Tristán Suárez    | 0 - 0     | Barracas Central | 20 de Octubre        | 29 de septiembre | 15:30   |
| Colegiales        | 1 - 1     | Fénix            | Colegiales           | 29 de septiembre | 15:30   |
| Acassuso          | 1 - 1     | San Miguel       | República de Italia  | 29 de septiembre | 15:30   |
| Atlanta           | 4 - 3     | Estudiantes      | Don León Kolbowsky   | 29 de septiembre | 17:05   |
| Deportivo Riestra | 1 - 0     | Flandria         | Guillermo Laza       | 30 de septiembre | 15:30   |

| Fecha 9          | Fecha 9   | Fecha 9           | Fecha 9                   | Fecha 9      | Fecha 9 |
| Local            | Resultado | Visitante         | Estadio                   | Fecha        | Hora    |
| ---------------- | --------- | ----------------- | ------------------------- | ------------ | ------- |
| Sacachispas      | 2 - 0     | Colegiales        | Beto Larrosa              | 2 de octubre | 15:30   |
| Almirante Brown  | 1 - 2     | J. J. de Urquiza  | 20 de Octubre             | 2 de octubre | 15:30   |
| All Boys         | 1 - 0     | Talleres (RdE)    | Islas Malvinas            | 2 de octubre | 15:35   |
| San Miguel       | 0 - 0     | Defensores Unidos | Armenia                   | 3 de octubre | 15:30   |
| Fénix            | 0 - 0     | Comunicaciones    | Nueva España              | 3 de octubre | 15:30   |
| San Telmo        | 0 - 0     | Tristán Suárez    | Dr. Osvaldo Baletto       | 3 de octubre | 15:30   |
| Estudiantes      | 2 - 0     | Deportivo Español | Ciudad de Caseros         | 3 de octubre | 15:35   |
| Barracas Central | 0 - 0     | Atlanta           | Claudio Chiqui Tapia      | 4 de octubre | 15:05   |
| Flandria         | 0 - 0     | Acassuso          | Carlos V                  | 4 de octubre | 15:30   |
| UAI Urquiza      | 1 - 3     | Deportivo Riestra | Monumental de Villa Lynch | 4 de octubre | 15:30   |

| Fecha 10          | Fecha 10  | Fecha 10          | Fecha 10            | Fecha 10       | Fecha 10 |
| Local             | Resultado | Visitante         | Estadio             | Fecha          | Hora     |
| ----------------- | --------- | ----------------- | ------------------- | -------------- | -------- |
| Colegiales        | 0 - 2     | Almirante Brown   | Colegiales          | 6 de octubre   | 13:05    |
| Flandria          | 0 - 1     | San Miguel        | Carlos V            | 8 de octubre   | 15:30    |
| Tristán Suárez    | 1 - 3     | All Boys          | 20 de Octubre       | 8 de octubre   | 15:30    |
| Talleres (RdE)    | 0 - 0     | Fénix             | Talleres (RdE)      | 8 de octubre   | 15:30    |
| Atlanta           | 1 - 1     | San Telmo         | Armenia             | 9 de octubre   | 15:05    |
| J. J. de Urquiza  | 0 - 0     | Defensores Unidos | Talleres (RdE)      | 9 de octubre   | 15:30    |
| Deportivo Español | 0 - 3     | Barracas Central  | Ciudad de Caseros   | 9 de octubre   | 15:30    |
| Acassuso          | 2 - 2     | UAI Urquiza       | República de Italia | 9 de octubre   | 20:05    |
| Deportivo Riestra | 0 - 2     | Estudiantes       | Guillermo Laza      | 30 de octubre  | 15:35    |
| Comunicaciones    | 1 - 0     | Sacachispas       | Alfredo Ramos       | 6 de diciembre | 17:00    |

| Fecha 11          | Fecha 11  | Fecha 11          | Fecha 11                     | Fecha 11        | Fecha 11 |
| Local             | Resultado | Visitante         | Estadio                      | Fecha           | Hora     |
| ----------------- | --------- | ----------------- | ---------------------------- | --------------- | -------- |
| Defensores Unidos | 1 - 0     | Colegiales        | Gigante de Villa Fox         | 14 de octubre   | 15:30    |
| UAI Urquiza       | 1 - 0     | Flandria          | Monumental de Villa Lynch    | 14 de octubre   | 15:30    |
| Almirante Brown   | 4 - 2     | Comunicaciones    | Fragata Presidente Sarmiento | 14 de octubre   | 15:30    |
| San Telmo         | 3 - 1     | Deportivo Español | Dr. Osvaldo Baletto          | 15 de octubre   | 15:30    |
| Sacachispas       | 1 - 0     | Talleres (RdE)    | José Manuel Moreno           | 15 de octubre   | 15:30    |
| Estudiantes       | 2 - 1     | Acassuso          | Ciudad de Caseros            | 15 de octubre   | 21:35    |
| San Miguel        | 1 - 0     | J. J. de Urquiza  | Armenia                      | 16 de octubre   | 13:00    |
| Fénix             | 0 - 1     | Tristán Suárez    | Nueva España                 | 21 de noviembre | 17:00    |
| All Boys          | 2 - 3     | Atlanta           | Islas Malvinas               | 21 de noviembre | 17:00    |
| Barracas Central  | 1 - 0     | Deportivo Riestra | Claudio Chiqui Tapia         | 26 de febrero   | 17:00    |

| Fecha 12          | Fecha 12  | Fecha 12          | Fecha 12                  | Fecha 12      | Fecha 12 |
| Local             | Resultado | Visitante         | Estadio                   | Fecha         | Hora     |
| ----------------- | --------- | ----------------- | ------------------------- | ------------- | -------- |
| Deportivo Riestra | 0 - 3     | San Telmo         | Guillermo Laza            | 19 de octubre | 15:00    |
| Tristán Suárez    | 3 - 0     | Sacachispas       | 20 de Octubre             | 19 de octubre | 15:30    |
| Talleres (RdE)    | 2 - 1     | Almirante Brown   | Talleres (RdE)            | 19 de octubre | 15:30    |
| Atlanta           | 2 - 0     | Fénix             | Don León Kolbowsky        | 20 de octubre | 13:05    |
| Deportivo Español | 1 - 1     | All Boys          | Nueva España              | 20 de octubre | 15:30    |
| Acassuso          | 0 - 0     | Barracas Central  | República de Italia       | 20 de octubre | 15:30    |
| UAI Urquiza       | 2 - 1     | San Miguel        | Monumental de Villa Lynch | 20 de octubre | 15:30    |
| Flandria          | 1 - 1     | Estudiantes       | Carlos V                  | 20 de octubre | 15:30    |
| Comunicaciones    | 0 - 1     | Defensores Unidos | Alfredo Ramos             | 20 de octubre | 15:30    |
| Colegiales        | 0 - 0     | J. J. de Urquiza  | Colegiales                | 21 de octubre | 15:30    |

| Fecha 13          | Fecha 13  | Fecha 13          | Fecha 13                     | Fecha 13      | Fecha 13 |
| Local             | Resultado | Visitante         | Estadio                      | Fecha         | Hora     |
| ----------------- | --------- | ----------------- | ---------------------------- | ------------- | -------- |
| J. J. de Urquiza  | 3 - 1     | Comunicaciones    | Malvinas Argentinas          | 26 de octubre | 15:30    |
| Estudiantes       | 3 - 0     | UAI Urquiza       | Ciudad de Caseros            | 26 de octubre | 21:05    |
| San Telmo         | 0 - 2     | Acassuso          | Dr. Osvaldo Baletto          | 27 de octubre | 12:00    |
| All Boys          | 3 - 2     | Deportivo Riestra | Islas Malvinas               | 27 de octubre | 13:05    |
| Barracas Central  | 3 - 0     | Flandria          | Claudio Chiqui Tapia         | 27 de octubre | 15:30    |
| Fénix             | 1 - 2     | Deportivo Español | Nueva España                 | 27 de octubre | 15:30    |
| Defensores Unidos | 1 - 1     | Talleres (RdE)    | Gigante de Villa Fox         | 27 de octubre | 15:30    |
| Almirante Brown   | 2 - 2     | Tristán Suárez    | Fragata Presidente Sarmiento | 27 de octubre | 15:30    |
| San Miguel        | 1 - 2     | Colegiales        | Malvinas Argentinas          | 27 de octubre | 15:30    |
| Sacachispas       | 0 - 0     | Atlanta           | Beto Larrosa                 | 28 de octubre | 15:30    |

| Fecha 14          | Fecha 14  | Fecha 14          | Fecha 14                  | Fecha 14       | Fecha 14 |
| Local             | Resultado | Visitante         | Estadio                   | Fecha          | Hora     |
| ----------------- | --------- | ----------------- | ------------------------- | -------------- | -------- |
| Flandria          | 0 - 0     | San Telmo         | Carlos V                  | 2 de noviembre | 15:30    |
| Atlanta           | 2 - 1     | Almirante Brown   | Don León Kolbowsky        | 3 de noviembre | 13:05    |
| Deportivo Español | 1 - 0     | Sacachispas       | Nueva España              | 3 de noviembre | 15:30    |
| Comunicaciones    | 2 - 1     | Colegiales        | Alfredo Ramos             | 4 de noviembre | 15:30    |
| Estudiantes       | 0 - 0     | San Miguel        | Ciudad de Caseros         | 4 de noviembre | 19:00    |
| Tristán Suárez    | 2 - 1     | Defensores Unidos | 20 de Octubre             | 6 de noviembre | 15:30    |
| UAI Urquiza       | 0 - 2     | Barracas Central  | Monumental de Villa Lynch | 6 de noviembre | 15:30    |
| Deportivo Riestra | 0 - 2     | Fénix             | Guillermo Laza            | 6 de noviembre | 15:30    |
| Talleres (RdE)    | 1 - 1     | J. J. de Urquiza  | Talleres (RdE)            | 6 de noviembre | 19:30    |
| Acassuso          | 1 - 0     | All Boys          | República de Italia       | 6 de noviembre | 21:05    |

| Fecha 15          | Fecha 15  | Fecha 15          | Fecha 15                     | Fecha 15        | Fecha 15 |
| Local             | Resultado | Visitante         | Estadio                      | Fecha           | Hora     |
| ----------------- | --------- | ----------------- | ---------------------------- | --------------- | -------- |
| San Miguel        | 1 - 1     | Comunicaciones    | Malvinas Argentinas          | 10 de noviembre | 12:00    |
| Defensores Unidos | 2 - 1     | Atlanta           | Gigante de Villa Fox         | 10 de noviembre | 12:05    |
| Colegiales        | 2 - 0     | Talleres (RdE)    | Colegiales                   | 10 de noviembre | 14:00    |
| J. J. de Urquiza  | 2 - 0     | Tristán Suárez    | Malvinas Argentinas          | 11 de noviembre | 15:30    |
| Almirante Brown   | 4 - 2     | Deportivo Español | Fragata Presidente Sarmiento | 11 de noviembre | 15:30    |
| Sacachispas       | 0 - 2     | Deportivo Riestra | Beto Larrosa                 | 11 de noviembre | 15:30    |
| All Boys          | 0 - 4     | Flandria          | Islas Malvinas               | 11 de noviembre | 15:30    |
| Fénix             | 1 - 0     | Acassuso          | Nueva España                 | 12 de noviembre | 15:30    |
| San Telmo         | 1 - 0     | UAI Urquiza       | Dr. Osvaldo Baletto          | 12 de noviembre | 15:30    |
| Barracas Central  | 2 - 1     | Estudiantes       | Claudio Chiqui Tapia         | 12 de noviembre | 15:35    |

| Fecha 16          | Fecha 16  | Fecha 16          | Fecha 16                  | Fecha 16        | Fecha 16 |
| Local             | Resultado | Visitante         | Estadio                   | Fecha           | Hora     |
| ----------------- | --------- | ----------------- | ------------------------- | --------------- | -------- |
| Tristán Suárez    | 1 - 1     | Colegiales        | 20 de Octubre             | 17 de noviembre | 17:00    |
| UAI Urquiza       | 0 - 1     | All Boys          | Monumental de Villa Lynch | 17 de noviembre | 17:00    |
| Talleres (RdE)    | 0 - 0     | Comunicaciones    | Talleres (RdE)            | 17 de noviembre | 17:00    |
| Flandria          | 2 - 1     | Fénix             | Carlos V                  | 17 de noviembre | 17:00    |
| Deportivo Riestra | 1 - 1     | Almirante Brown   | Guillermo Laza            | 17 de noviembre | 17:00    |
| Atlanta           | 3 - 1     | J. J. de Urquiza  | Don León Kolbowsky        | 17 de noviembre | 19:30    |
| Acassuso          | 0 - 0     | Sacachispas       | República de Italia       | 18 de noviembre | 19:00    |
| Deportivo Español | 2 - 2     | Defensores Unidos | Nueva España              | 19 de noviembre | 17:00    |
| Barracas Central  | 1 - 0     | San Miguel        | Claudio Chiqui Tapia      | 19 de noviembre | 17:00    |
| Estudiantes       | 2 - 1     | San Telmo         | Ciudad de Caseros         | 19 de noviembre | 21:05    |

| Fecha 17          | Fecha 17  | Fecha 17          | Fecha 17                     | Fecha 17        | Fecha 17 |
| Local             | Resultado | Visitante         | Estadio                      | Fecha           | Hora     |
| ----------------- | --------- | ----------------- | ---------------------------- | --------------- | -------- |
| J. J. de Urquiza  | 2 - 0     | Deportivo Español | Malvinas Argentinas          | 23 de noviembre | 17:00    |
| Defensores Unidos | 0 - 1     | Deportivo Riestra | Gigante de Villa Fox         | 23 de noviembre | 17:00    |
| Sacachispas       | 1 - 1     | Flandria          | Beto Larrosa                 | 23 de noviembre | 17:00    |
| San Telmo         | 0 - 1     | Barracas Central  | Dr. Osvaldo Baletto          | 23 de noviembre | 17:00    |
| Comunicaciones    | 1 - 1     | Tristán Suárez    | Alfredo Ramos                | 25 de noviembre | 17:00    |
| Almirante Brown   | 0 - 3     | Acassuso          | Fragata Presidente Sarmiento | 25 de noviembre | 17:00    |
| San Miguel        | 2 - 2     | Talleres (RdE)    | Malvinas Argentinas          | 25 de noviembre | 17:00    |
| All Boys          | 0 - 2     | Estudiantes       | Lorenzo Arandilla            | 25 de noviembre | 17:00    |
| Fénix             | 0 - 0     | UAI Urquiza       | Nueva España                 | 26 de noviembre | 17:00    |
| Colegiales        | 0 - 0     | Atlanta           | Colegiales                   | 27 de noviembre | 17:00    |

| Fecha 18          | Fecha 18  | Fecha 18          | Fecha 18                  | Fecha 18       | Fecha 18 |
| Local             | Resultado | Visitante         | Estadio                   | Fecha          | Hora     |
| ----------------- | --------- | ----------------- | ------------------------- | -------------- | -------- |
| UAI Urquiza       | 0 - 0     | Sacachispas       | Monumental de Villa Lynch | 1 de diciembre | 17:00    |
| Acassuso          | 1 - 0     | Defensores Unidos | República de Italia       | 2 de diciembre | 17:00    |
| Estudiantes       | 3 - 3     | Fénix             | Ciudad de Caseros         | 2 de diciembre | 17:00    |
| Flandria          | 3 - 0     | Almirante Brown   | Carlos V                  | 2 de diciembre | 17:00    |
| San Telmo         | 0 - 0     | San Miguel        | Dr. Osvaldo Baletto       | 3 de diciembre | 17:00    |
| Tristán Suárez    | 2 - 1     | Talleres (RdE)    | 20 de Octubre             | 3 de diciembre | 17:00    |
| Barracas Central  | 2 - 0     | All Boys          | Claudio Chiqui Tapia      | 3 de diciembre | 17:00    |
| Atlanta           | 3 - 0     | Comunicaciones    | Don León Kolbowsky        | 3 de diciembre | 17:00    |
| Deportivo Riestra | 4 - 0     | J. J. de Urquiza  | Guillermo Laza            | 3 de diciembre | 17:00    |
| Deportivo Español | 0 - 2     | Colegiales        | Nueva España              | 4 de diciembre | 17:00    |

| Fecha 19          | Fecha 19  | Fecha 19          | Fecha 19             | Fecha 19        | Fecha 19 |
| Local             | Resultado | Visitante         | Estadio              | Fecha           | Hora     |
| ----------------- | --------- | ----------------- | -------------------- | --------------- | -------- |
| San Miguel        | 0 - 0     | Tristán Suárez    | Malvinas Argentinas  | 7 de diciembre  | 17:00    |
| Defensores Unidos | 2 - 1     | Flandria          | Gigante de Villa Fox | 7 de diciembre  | 17:00    |
| Fénix             | 0 - 1     | Barracas Central  | Nueva España         | 7 de diciembre  | 17:00    |
| All Boys          | 1 - 2     | San Telmo         | Islas Malvinas       | 8 de diciembre  | 17:00    |
| Comunicaciones    | 2 - 1     | Deportivo Español | Alfredo Ramos        | 10 de diciembre | 17:00    |
| J. J. de Urquiza  | 0 - 1     | Acassuso          | Malvinas Argentinas  | 10 de diciembre | 17:00    |
| Sacachispas       | 0 - 1     | Estudiantes       | Beto Larrosa         | 10 de diciembre | 17:00    |
| Colegiales        | 0 - 0     | Deportivo Riestra | Colegiales           | 11 de diciembre | 17:00    |
| Talleres (RdE)    | 0 - 4     | Atlanta           | Talleres (RdE)       | 11 de diciembre | 19:30    |
| Almirante Brown   | 1 - 0     | UAI Urquiza       | Talleres (RdE)       | 12 de diciembre | 17:00    |

1. ↑  Suspendido por las condiciones climáticas. Se jugó el 23 de octubre, a partir de las 15:30.
2. ↑  Suspendido por las condiciones climáticas. Se jugó el 31 de octubre, a partir de las 15:05.
3. ↑  Suspendidos por las condiciones climáticas. Se jugaron el 31 de octubre, a partir de las 15:30.
4. ↑  Suspendido por las condiciones climáticas. Se jugó el 23 de octubre, a partir de las 15:30.
5. 1 2 3  Postergados por la realización de los Juegos Olímpicos de la Juventud Buenos Aires 2018.
6. ↑  Suspendido en el entretiempo por falta de ambulancia, con el resultado 1-0. Se completó el 28 de noviembre, a partir de las 17:00.
7. ↑  Suspendido por las condiciones climáticas. Se jugó el 26 de febrero, a partir de las 17:00.
8. ↑  Suspendido por las condiciones climáticas. Se jugó el 21 de noviembre, a partir de las 17:00.
9. ↑  Suspendidos por las condiciones climáticas. Se jugaron el 28 de noviembre, a partir de las 17:00.
10. ↑  Suspendidos por falta de disponibilidad policial, tras la reprogramación de la primera final de la Copa Libertadores 2018. Se jugó el 29 de enero, a partir de las 18:00.
11. ↑  Suspendido por falta de disponibilidad policial, tras la reprogramación de la segunda final de la Copa Libertadores 2018. Se debía jugar el 13 de diciembre, pero fue suspendido por las condiciones climáticas. Se jugó el 14 de diciembre, a partir de las 17:00.

### Segunda rueda
| Fecha 20          | Fecha 20  | Fecha 20          | Fecha 20                     | Fecha 20    | Fecha 20 |
| Local             | Resultado | Visitante         | Estadio                      | Fecha       | Hora     |
| ----------------- | --------- | ----------------- | ---------------------------- | ----------- | -------- |
| J. J. de Urquiza  | 0 - 1     | Flandria          | Malvinas Argentinas          | 25 de enero | 17:00    |
| All Boys          | 1 - 1     | San Miguel        | Islas Malvinas               | 25 de enero | 17:00    |
| Sacachispas       | 1 - 3     | Barracas Central  | Beto Larrosa                 | 25 de enero | 17:00    |
| Fénix             | 1 - 0     | San Telmo         | José Manuel Moreno           | 25 de enero | 17:00    |
| Comunicaciones    | 0 - 0     | Deportivo Riestra | Alfredo Ramos                | 25 de enero | 17:00    |
| Tristán Suárez    | 2 - 2     | Atlanta           | 20 de Octubre                | 26 de enero | 17:00    |
| Talleres (RdE)    | 1 - 1     | Deportivo Español | Talleres (RdE)               | 26 de enero | 19:35    |
| Colegiales        | 2 - 0     | Acassuso          | Colegiales                   | 27 de enero | 17:00    |
| Defensores Unidos | 1 - 1     | UAI Urquiza       | Gigante de Villa Fox         | 27 de enero | 17:00    |
| Almirante Brown   | 0 - 2     | Estudiantes       | Fragata Presidente Sarmiento | 27 de enero | 17:05    |

| Fecha 21          | Fecha 21  | Fecha 21          | Fecha 21                  | Fecha 21     | Fecha 21 |
| Local             | Resultado | Visitante         | Estadio                   | Fecha        | Hora     |
| ----------------- | --------- | ----------------- | ------------------------- | ------------ | -------- |
| Barracas Central  | 3 - 1     | Almirante Brown   | Claudio Chiqui Tapia      | 31 de enero  | 17:00    |
| Deportivo Español | 0 - 0     | Tristán Suárez    | Nueva España              | 1 de febrero | 17:00    |
| Estudiantes       | 1 - 1     | Defensores Unidos | Ciudad de Caseros         | 1 de febrero | 21:05    |
| Acassuso          | 2 - 0     | Comunicaciones    | República de Italia       | 2 de febrero | 17:00    |
| All Boys          | 0 - 1     | Fénix             | Islas Malvinas            | 2 de febrero | 17:00    |
| San Miguel        | 1 - 1     | Atlanta           | Malvinas Argentinas       | 2 de febrero | 17:00    |
| Flandria          | 0 - 1     | Colegiales        | Carlos V                  | 2 de febrero | 17:00    |
| UAI Urquiza       | 0 - 1     | J. J. de Urquiza  | Monumental de Villa Lynch | 2 de febrero | 17:00    |
| San Telmo         | 2 - 1     | Sacachispas       | Dr. Osvaldo Baletto       | 2 de febrero | 17:00    |
| Deportivo Riestra | 1 - 1     | Talleres (RdE)    | Guillermo Laza            | 3 de febrero | 17:00    |

| Fecha 22          | Fecha 22  | Fecha 22          | Fecha 22             | Fecha 22     | Fecha 22 |
| Local             | Resultado | Visitante         | Estadio              | Fecha        | Hora     |
| ----------------- | --------- | ----------------- | -------------------- | ------------ | -------- |
| Sacachispas       | 0 - 2     | All Boys          | Beto Larrosa         | 5 de febrero | 17:00    |
| Colegiales        | 0 - 0     | UAI Urquiza       | Colegiales           | 5 de febrero | 17:00    |
| Almirante Brown   | 0 - 0     | San Telmo         | República de Italia  | 5 de febrero | 17:00    |
| Defensores Unidos | 0 - 1     | Barracas Central  | Gigante de Villa Fox | 5 de febrero | 17:05    |
| Atlanta           | 6 - 1     | Deportivo Español | Don León Kolbowsky   | 5 de febrero | 21:05    |
| Fénix             | 0 - 1     | San Miguel        | José Manuel Moreno   | 6 de febrero | 17:00    |
| Talleres (RdE)    | 0 - 0     | Acassuso          | Talleres (RdE)       | 6 de febrero | 17:00    |
| J. J. de Urquiza  | 1 - 3     | Estudiantes       | Malvinas Argentinas  | 6 de febrero | 17:00    |
| Comunicaciones    | 0 - 1     | Flandria          | Alfredo Ramos        | 6 de febrero | 17:00    |
| Tristán Suárez    | 3 - 4     | Deportivo Riestra | 20 de Octubre        | 7 de febrero | 17:00    |

| Fecha 23          | Fecha 23  | Fecha 23          | Fecha 23                  | Fecha 23      | Fecha 23 |
| Local             | Resultado | Visitante         | Estadio                   | Fecha         | Hora     |
| ----------------- | --------- | ----------------- | ------------------------- | ------------- | -------- |
| All Boys          | 3 - 1     | Almirante Brown   | Islas Malvinas            | 9 de febrero  | 17:00    |
| Barracas Central  | 4 - 1     | J. J. de Urquiza  | Claudio Chiqui Tapia      | 9 de febrero  | 17:05    |
| Acassuso          | 0 - 1     | Tristán Suárez    | República de Italia       | 10 de febrero | 17:00    |
| Fénix             | 1 - 1     | Sacachispas       | José Manuel Moreno        | 10 de febrero | 17:00    |
| Estudiantes       | 0 - 0     | Colegiales        | Ciudad de Caseros         | 10 de febrero | 19:00    |
| San Miguel        | 0 - 0     | Deportivo Español | Malvinas Argentinas       | 11 de febrero | 17:00    |
| San Telmo         | 3 - 0     | Defensores Unidos | Dr. Osvaldo Baletto       | 11 de febrero | 17:00    |
| UAI Urquiza       | 0 - 1     | Comunicaciones    | Monumental de Villa Lynch | 11 de febrero | 17:00    |
| Flandria          | 2 - 0     | Talleres (RdE)    | Carlos V                  | 11 de febrero | 17:00    |
| Deportivo Riestra | 2 - 1     | Atlanta           | Guillermo Laza            | 12 de febrero | 17:00    |

| Fecha 24          | Fecha 24  | Fecha 24          | Fecha 24                     | Fecha 24      | Fecha 24 |
| Local             | Resultado | Visitante         | Estadio                      | Fecha         | Hora     |
| ----------------- | --------- | ----------------- | ---------------------------- | ------------- | -------- |
| J. J. de Urquiza  | 2 - 2     | San Telmo         | Malvinas Argentinas          | 15 de febrero | 17:00    |
| Defensores Unidos | 1 - 3     | All Boys          | Gigante de Villa Fox         | 16 de febrero | 17:00    |
| Almirante Brown   | 0 - 1     | Fénix             | Fragata Presidente Sarmiento | 16 de febrero | 17:00    |
| Comunicaciones    | 0 - 1     | Estudiantes       | Alfredo Ramos                | 17 de febrero | 17:00    |
| Tristán Suárez    | 1 - 2     | Flandria          | 20 de Octubre                | 17 de febrero | 17:00    |
| Atlanta           | 0 - 1     | Acassuso          | Don León Kolbowsky           | 17 de febrero | 17:00    |
| Colegiales        | 0 - 1     | Barracas Central  | Colegiales                   | 17 de febrero | 17:05    |
| Sacachispas       | 1 - 1     | San Miguel        | Beto Larrosa                 | 18 de febrero | 17:00    |
| Deportivo Español | 1 - 2     | Deportivo Riestra | Nueva España                 | 18 de febrero | 17:00    |
| Talleres (RdE)    | 2 - 0     | UAI Urquiza       | Talleres (RdE)               | 19 de febrero | 18:00    |

| Fecha 25         | Fecha 25  | Fecha 25          | Fecha 25                  | Fecha 25      | Fecha 25 |
| Local            | Resultado | Visitante         | Estadio                   | Fecha         | Hora     |
| ---------------- | --------- | ----------------- | ------------------------- | ------------- | -------- |
| San Miguel       | 0 - 0     | Deportivo Riestra | Malvinas Argentinas       | 22 de febrero | 17:00    |
| Barracas Central | 6 - 0     | Comunicaciones    | Claudio Chiqui Tapia      | 22 de febrero | 17:05    |
| Estudiantes      | 2 - 0     | Talleres (RdE)    | Ciudad de Caseros         | 22 de febrero | 18:45    |
| Sacachispas      | 0 - 0     | Almirante Brown   | Beto Larrosa              | 23 de febrero | 17:00    |
| Acassuso         | 1 - 0     | Deportivo Español | República de Italia       | 23 de febrero | 17:00    |
| Flandria         | 2 - 2     | Atlanta           | Carlos V                  | 24 de febrero | 17:00    |
| UAI Urquiza      | 2 - 1     | Tristán Suárez    | Monumental de Villa Lynch | 25 de febrero | 17:00    |
| San Telmo        | 3 - 1     | Colegiales        | Dr. Osvaldo Baletto       | 25 de febrero | 17:00    |
| Fénix            | 1 - 1     | Defensores Unidos | José Manuel Moreno        | 25 de febrero | 17:00    |
| All Boys         | 1 - 1     | J. J. de Urquiza  | Islas Malvinas            | 25 de febrero | 19:00    |

| Fecha 26          | Fecha 26  | Fecha 26         | Fecha 26                     | Fecha 26   | Fecha 26 |
| Local             | Resultado | Visitante        | Estadio                      | Fecha      | Hora     |
| ----------------- | --------- | ---------------- | ---------------------------- | ---------- | -------- |
| Defensores Unidos | 0 - 0     | Sacachispas      | Gigante de Villa Fox         | 2 de marzo | 17:00    |
| Almirante Brown   | 0 - 0     | San Miguel       | Fragata Presidente Sarmiento | 2 de marzo | 17:00    |
| Comunicaciones    | 0 - 2     | San Telmo        | Alfredo Ramos                | 2 de marzo | 17:00    |
| Talleres (RdE)    | 0 - 0     | Barracas Central | Talleres (RdE)               | 2 de marzo | 17:05    |
| J. J. de Urquiza  | 1 - 1     | Fénix            | Malvinas Argentinas          | 3 de marzo | 17:00    |
| Deportivo Español | 1 - 0     | Flandria         | Nueva España                 | 3 de marzo | 17:00    |
| Atlanta           | 3 - 0     | UAI Urquiza      | Don León Kolbowsky           | 4 de marzo | 17:00    |
| Deportivo Riestra | 1 - 4     | Acassuso         | Guillermo Laza               | 4 de marzo | 17:00    |
| Tristán Suárez    | 1 - 0     | Estudiantes      | 20 de Octubre                | 4 de marzo | 17:05    |
| Colegiales        | 2 - 1     | All Boys         | Colegiales                   | 5 de marzo | 17:00    |

| Fecha 27         | Fecha 27  | Fecha 27          | Fecha 27                     | Fecha 27    | Fecha 27 |
| Local            | Resultado | Visitante         | Estadio                      | Fecha       | Hora     |
| ---------------- | --------- | ----------------- | ---------------------------- | ----------- | -------- |
| Sacachispas      | 0 - 1     | J. J. de Urquiza  | Beto Larrosa                 | 8 de marzo  | 17:00    |
| UAI Urquiza      | 0 - 0     | Deportivo Español | Monumental de Villa Lynch    | 8 de marzo  | 17:00    |
| San Telmo        | 3 - 0     | Talleres (RdE)    | Dr. Osvaldo Baletto          | 8 de marzo  | 17:00    |
| Barracas Central | 3 - 0     | Tristán Suárez    | Claudio Chiqui Tapia         | 8 de marzo  | 17:00    |
| San Miguel       | 1 - 0     | Acassuso          | Malvinas Argentinas          | 9 de marzo  | 17:00    |
| All Boys         | 0 - 2     | Comunicaciones    | Islas Malvinas               | 9 de marzo  | 17:00    |
| Almirante Brown  | 0 - 2     | Defensores Unidos | Fragata Presidente Sarmiento | 9 de marzo  | 17:00    |
| Flandria         | 0 - 1     | Deportivo Riestra | Carlos V                     | 9 de marzo  | 17:00    |
| Estudiantes      | 3 - 1     | Atlanta           | Ciudad de Caseros            | 9 de marzo  | 19:00    |
| Fénix            | 1 - 1     | Colegiales        | José Manuel Moreno           | 10 de marzo | 17:00    |

| Fecha 28          | Fecha 28  | Fecha 28         | Fecha 28             | Fecha 28    | Fecha 28 |
| Local             | Resultado | Visitante        | Estadio              | Fecha       | Hora     |
| ----------------- | --------- | ---------------- | -------------------- | ----------- | -------- |
| J. J. de Urquiza  | 1 - 0     | Almirante Brown  | Malvinas Argentinas  | 13 de marzo | 16:00    |
| Acassuso          | 2 - 2     | Flandria         | República de Italia  | 13 de marzo | 16:00    |
| Tristán Suárez    | 0 - 1     | San Telmo        | 20 de Octubre        | 13 de marzo | 16:00    |
| Defensores Unidos | 1 - 2     | San Miguel       | Gigante de Villa Fox | 13 de marzo | 16:00    |
| Talleres (RdE)    | 2 - 0     | All Boys         | Talleres (RdE)       | 13 de marzo | 20:00    |
| Colegiales        | 0 - 1     | Sacachispas      | Colegiales           | 14 de marzo | 16:00    |
| Comunicaciones    | 1 - 3     | Fénix            | Alfredo Ramos        | 14 de marzo | 16:00    |
| Deportivo Riestra | 0 - 0     | UAI Urquiza      | Guillermo Laza       | 14 de marzo | 16:00    |
| Deportivo Español | 0 - 1     | Estudiantes      | Nueva España         | 14 de marzo | 16:05    |
| Atlanta           | 1 - 1     | Barracas Central | Don León Kolbowsky   | 14 de marzo | 20:05    |

| Fecha 29          | Fecha 29  | Fecha 29          | Fecha 29                     | Fecha 29    | Fecha 29 |
| Local             | Resultado | Visitante         | Estadio                      | Fecha       | Hora     |
| ----------------- | --------- | ----------------- | ---------------------------- | ----------- | -------- |
| Defensores Unidos | 1 - 1     | J. J. de Urquiza  | Gigante de Villa Fox         | 16 de marzo | 13:05    |
| Almirante Brown   | 2 - 1     | Colegiales        | Fragata Presidente Sarmiento | 17 de marzo | 14:00    |
| All Boys          | 1 - 1     | Tristán Suárez    | Islas Malvinas               | 18 de marzo | 15:00    |
| San Miguel        | 0 - 0     | Flandria          | Malvinas Argentinas          | 18 de marzo | 16:00    |
| UAI Urquiza       | 1 - 0     | Acassuso          | Monumental de Villa Lynch    | 18 de marzo | 16:00    |
| San Telmo         | 1 - 1     | Atlanta           | Dr. Osvaldo Baletto          | 18 de marzo | 16:00    |
| Sacachispas       | 1 - 0     | Comunicaciones    | Beto Larrosa                 | 18 de marzo | 16:00    |
| Fénix             | 0 - 0     | Talleres (RdE)    | José Manuel Moreno           | 18 de marzo | 16:00    |
| Barracas Central  | 4 - 0     | Deportivo Español | Claudio Chiqui Tapia         | 19 de marzo | 16:00    |
| Estudiantes       | 1 - 2     | Deportivo Riestra | Ciudad de Caseros            | 19 de marzo | 21:05    |

| Fecha 30          | Fecha 30  | Fecha 30          | Fecha 30            | Fecha 30    | Fecha 30 |
| Local             | Resultado | Visitante         | Estadio             | Fecha       | Hora     |
| ----------------- | --------- | ----------------- | ------------------- | ----------- | -------- |
| Tristán Suárez    | 0 - 0     | Fénix             | 20 de Octubre       | 23 de marzo | 16:00    |
| Acassuso          | 1 - 1     | Estudiantes       | República de Italia | 23 de marzo | 19:00    |
| Atlanta           | 1 - 0     | All Boys          | Don León Kolbowsky  | 23 de marzo | 19:00    |
| Comunicaciones    | 0 - 1     | Almirante Brown   | Alfredo Ramos       | 24 de marzo | 16:00    |
| Colegiales        | 0 - 1     | Defensores Unidos | Colegiales          | 24 de marzo | 16:00    |
| Talleres (RdE)    | 0 - 1     | Sacachispas       | Talleres (RdE)      | 24 de marzo | 16:00    |
| Flandria          | 2 - 3     | UAI Urquiza       | Carlos V            | 24 de marzo | 16:00    |
| J. J. de Urquiza  | 0 - 0     | San Miguel        | Malvinas Argentinas | 24 de marzo | 16:00    |
| Deportivo Riestra | 0 - 0     | Barracas Central  | Guillermo Laza      | 25 de marzo | 16:05    |
| Deportivo Español | 0 - 1     | San Telmo         | Nueva España        | 26 de marzo | 14:00    |

| Fecha 31          | Fecha 31  | Fecha 31          | Fecha 31                     | Fecha 31    | Fecha 31 |
| Local             | Resultado | Visitante         | Estadio                      | Fecha       | Hora     |
| ----------------- | --------- | ----------------- | ---------------------------- | ----------- | -------- |
| Defensores Unidos | 1 - 0     | Comunicaciones    | Gigante de Villa Fox         | 29 de marzo | 16:00    |
| San Miguel        | 0 - 0     | UAI Urquiza       | Malvinas Argentinas          | 29 de marzo | 16:00    |
| Fénix             | 0 - 2     | Atlanta           | José Manuel Moreno           | 29 de marzo | 16:05    |
| Estudiantes       | 2 - 0     | Flandria          | Ciudad de Caseros            | 29 de marzo | 19:00    |
| Almirante Brown   | 1 - 0     | Talleres (RdE)    | Fragata Presidente Sarmiento | 31 de marzo | 15:30    |
| All Boys          | 1 - 0     | Deportivo Español | Islas Malvinas               | 31 de marzo | 16:00    |
| Sacachispas       | 3 - 2     | Tristán Suárez    | Beto Larrosa                 | 31 de marzo | 16:00    |
| Barracas Central  | 1 - 0     | Acassuso          | Claudio Chiqui Tapia         | 1 de abril  | 15:30    |
| J. J. de Urquiza  | 0 - 1     | Colegiales        | Malvinas Argentinas          | 2 de abril  | 15:30    |
| San Telmo         | 1 - 1     | Deportivo Riestra | Dr. Osvaldo Baletto          | 2 de abril  | 15:30    |

| Fecha 32          | Fecha 32  | Fecha 32          | Fecha 32                  | Fecha 32   | Fecha 32 |
| Local             | Resultado | Visitante         | Estadio                   | Fecha      | Hora     |
| ----------------- | --------- | ----------------- | ------------------------- | ---------- | -------- |
| Atlanta           | 0 - 0     | Sacachispas       | Don León Kolbowsky        | 6 de abril | 13:10    |
| Tristán Suárez    | 1 - 1     | Almirante Brown   | 20 de Octubre             | 6 de abril | 13:30    |
| Comunicaciones    | 1 - 1     | J. J. de Urquiza  | Alfredo Ramos             | 6 de abril | 15:30    |
| Colegiales        | 1 - 0     | San Miguel        | Colegiales                | 7 de abril | 15:30    |
| Deportivo Español | 0 - 3     | Fénix             | Nueva España              | 7 de abril | 15:30    |
| Talleres (RdE)    | 1 - 1     | Defensores Unidos | Talleres (RdE)            | 8 de abril | 15:30    |
| UAI Urquiza       | 1 - 1     | Estudiantes       | Monumental de Villa Lynch | 8 de abril | 15:30    |
| Flandria          | 1 - 0     | Barracas Central  | Carlos V                  | 8 de abril | 15:30    |
| Deportivo Riestra | 0 - 1     | All Boys          | Guillermo Laza            | 8 de abril | 15:35    |
| Acassuso          | 0 - 2     | San Telmo         | República de Italia       | 9 de abril | 21:05    |

| Fecha 33          | Fecha 33  | Fecha 33          | Fecha 33                     | Fecha 33    | Fecha 33 |
| Local             | Resultado | Visitante         | Estadio                      | Fecha       | Hora     |
| ----------------- | --------- | ----------------- | ---------------------------- | ----------- | -------- |
| Colegiales        | 0 - 0     | Comunicaciones    | Colegiales                   | 13 de abril | 13:05    |
| Sacachispas       | 2 - 3     | Deportivo Español | Beto Larrosa                 | 13 de abril | 15:30    |
| Fénix             | 1 - 4     | Deportivo Riestra | Nuevo Francisco Urbano       | 13 de abril | 15:30    |
| Defensores Unidos | 0 - 0     | Tristán Suárez    | Gigante de Villa Fox         | 13 de abril | 15:30    |
| All Boys          | 0 - 3     | Acassuso          | Islas Malvinas               | 13 de abril | 15:35    |
| San Telmo         | 1 - 1     | Flandria          | Dr. Osvaldo Baletto          | 14 de abril | 12:00    |
| Almirante Brown   | 0 - 1     | Atlanta           | Fragata Presidente Sarmiento | 14 de abril | 15:30    |
| J. J. de Urquiza  | 0 - 2     | Talleres (RdE)    | Ramón Roque Martín           | 14 de abril | 15:30    |
| San Miguel        | 0 - 1     | Estudiantes       | Malvinas Argentinas          | 14 de abril | 15:30    |
| Barracas Central  | 1 - 0     | UAI Urquiza       | Claudio Chiqui Tapia         | 15 de abril | 15:30    |

| Fecha 34          | Fecha 34  | Fecha 34          | Fecha 34                  | Fecha 34    | Fecha 34 |
| Local             | Resultado | Visitante         | Estadio                   | Fecha       | Hora     |
| ----------------- | --------- | ----------------- | ------------------------- | ----------- | -------- |
| Tristán Suárez    | 0 - 2     | J. J. de Urquiza  | 20 de Octubre             | 19 de abril | 15:30    |
| Acassuso          | 1 - 1     | Fénix             | República de Italia       | 19 de abril | 15:30    |
| Deportivo Español | 0 - 2     | Almirante Brown   | Nueva España              | 20 de abril | 15:30    |
| Comunicaciones    | 0 - 0     | San Miguel        | Alfredo Ramos             | 20 de abril | 15:30    |
| Atlanta           | 1 - 0     | Defensores Unidos | Don León Kolbowsky        | 20 de abril | 15:30    |
| Estudiantes       | 0 - 0     | Barracas Central  | Ciudad de Caseros         | 20 de abril | 17:05    |
| Flandria          | 0 - 0     | All Boys          | Carlos V                  | 21 de abril | 15:30    |
| Deportivo Riestra | 1 - 0     | Sacachispas       | Guillermo Laza            | 22 de abril | 15:30    |
| UAI Urquiza       | 1 - 0     | San Telmo         | Monumental de Villa Lynch | 22 de abril | 15:30    |
| Talleres (RdE)    | 1 - 2     | Colegiales        | Talleres                  | 22 de abril | 21:05    |

| Fecha 35          | Fecha 35  | Fecha 35          | Fecha 35                     | Fecha 35    | Fecha 35 |
| Local             | Resultado | Visitante         | Estadio                      | Fecha       | Hora     |
| ----------------- | --------- | ----------------- | ---------------------------- | ----------- | -------- |
| Almirante Brown   | 0 - 1     | Deportivo Riestra | Fragata Presidente Sarmiento | 27 de abril | 13:05    |
| All Boys          | 1 - 2     | UAI Urquiza       | Islas Malvinas               | 27 de abril | 15:30    |
| J. J. de Urquiza  | 0 - 0     | Atlanta           | Ramón Roque Martín           | 27 de abril | 15:30    |
| Comunicaciones    | 0 - 0     | Talleres (RdE)    | Alfredo Ramos                | 27 de abril | 15:30    |
| Colegiales        | 3 - 1     | Tristán Suárez    | Colegiales                   | 28 de abril | 15:30    |
| Defensores Unidos | 1 - 1     | Deportivo Español | Gigante de Villa Fox         | 28 de abril | 15:30    |
| Sacachispas       | 0 - 3     | Acassuso          | Beto Larrosa                 | 29 de abril | 15:30    |
| San Telmo         | 2 - 1     | Estudiantes       | Dr. Osvaldo Baletto          | 29 de abril | 15:30    |
| Fénix             | 0 - 0     | Flandria          | José Manuel Moreno           | 29 de abril | 15:30    |
| San Miguel        | 1 - 1     | Barracas Central  | Malvinas Argentinas          | 29 de abril | 15:35    |

| Fecha 36          | Fecha 36  | Fecha 36          | Fecha 36                  | Fecha 36  | Fecha 36 |
| Local             | Resultado | Visitante         | Estadio                   | Fecha     | Hora     |
| ----------------- | --------- | ----------------- | ------------------------- | --------- | -------- |
| Deportivo Riestra | 1 - 1     | Defensores Unidos | Guillermo Laza            | 3 de mayo | 15:35    |
| Flandria          | 2 - 0     | Sacachispas       | Carlos V                  | 4 de mayo | 13:00    |
| Atlanta           | 3 - 0     | Colegiales        | Don León Kolbowsky        | 4 de mayo | 13:05    |
| Tristán Suárez    | 0 - 1     | Comunicaciones    | 20 de Octubre             | 4 de mayo | 15:30    |
| Deportivo Español | 1 - 0     | J. J. de Urquiza  | Nueva España              | 4 de mayo | 15:30    |
| Talleres (RdE)    | 0 - 3     | San Miguel        | Talleres                  | 5 de mayo | 15:30    |
| Barracas Central  | 0 - 0     | San Telmo         | Claudio Chiqui Tapia      | 5 de mayo | 15:30    |
| UAI Urquiza       | 1 - 0     | Fénix             | Monumental de Villa Lynch | 6 de mayo | 15:30    |
| Acassuso          | 0 - 1     | Almirante Brown   | República de Italia       | 6 de mayo | 20:00    |
| Estudiantes       | 1 - 2     | All Boys          | Ciudad de Caseros         | 7 de mayo | 21:35    |

| Fecha 37          | Fecha 37  | Fecha 37          | Fecha 37                     | Fecha 37   | Fecha 37 |
| Local             | Resultado | Visitante         | Estadio                      | Fecha      | Hora     |
| ----------------- | --------- | ----------------- | ---------------------------- | ---------- | -------- |
| Talleres (RdE)    | 0 - 1     | Tristán Suárez    | Talleres                     | 11 de mayo | 12:00    |
| Comunicaciones    | 0 - 1     | Atlanta           | Alfredo Ramos                | 11 de mayo | 15:30    |
| Fénix             | 1 - 0     | Estudiantes       | José Manuel Moreno           | 11 de mayo | 15:30    |
| Defensores Unidos | 1 - 1     | Acassuso          | Gigante de Villa Fox         | 11 de mayo | 15:30    |
| San Miguel        | 0 - 1     | San Telmo         | Malvinas Argentinas          | 12 de mayo | 12:00    |
| Almirante Brown   | 2 - 0     | Flandria          | Fragata Presidente Sarmiento | 12 de mayo | 15:05    |
| All Boys          | 2 - 1     | Barracas Central  | Islas Malvinas               | 13 de mayo | 18:10    |
| Sacachispas       | 0 - 0     | UAI Urquiza       | Beto Larrosa                 | 14 de mayo | 15:30    |
| Colegiales        | 2 - 0     | Deportivo Español | Colegiales                   | 14 de mayo | 15:30    |
| J. J. de Urquiza  | 2 - 3     | Deportivo Riestra | Ramón Roque Martín           | 14 de mayo | 15:30    |

| Fecha 38          | Fecha 38  | Fecha 38          | Fecha 38                  | Fecha 38   | Fecha 38 |
| Local             | Resultado | Visitante         | Estadio                   | Fecha      | Hora     |
| ----------------- | --------- | ----------------- | ------------------------- | ---------- | -------- |
| Deportivo Español | 2 - 1     | Comunicaciones    | Nueva España              | 18 de mayo | 13:05    |
| Estudiantes       | 4 - 2     | Sacachispas       | Ciudad de Caseros         | 18 de mayo | 13:05    |
| Tristán Suárez    | 0 - 0     | San Miguel        | 20 de Octubre             | 18 de mayo | 15:30    |
| Flandria          | 3 - 1     | Defensores Unidos | Carlos V                  | 18 de mayo | 15:30    |
| Barracas Central  | 2 - 0     | Fénix             | Claudio Chiqui Tapia      | 18 de mayo | 15:35    |
| Atlanta           | 3 - 0     | Talleres (RdE)    | Don León Kolbowsky        | 19 de mayo | 13:05    |
| Deportivo Riestra | 0 - 1     | Colegiales        | Guillermo Laza            | 20 de mayo | 15:35    |
| Acassuso          | 0 - 0     | J. J. de Urquiza  | República de Italia       | 20 de mayo | 15:35    |
| UAI Urquiza       | 0 - 1     | Almirante Brown   | Monumental de Villa Lynch | 20 de mayo | 15:35    |
| San Telmo         | 2 - 2     | All Boys          | Dr. Osvaldo Baletto       | 20 de mayo | 15:35    |

1. ↑  Suspendido a los 12 del primer tiempo por incidentes en las afueras del estadio con el resultado 0-0. Se completó el 26 de febrero, a partir de las 17:00.
2. ↑  Suspendido por el deceso de César Borda, jugador de UAI Urquiza. Se jugó el 2 de abril, a partir de las 21:00.[2]
3. ↑  Suspendido por las condiciones climáticas. Se jugó el 6 de mayo, a partir de las 15:30.

## Torneo reducido por el quinto ascenso
Los cuatro equipos ubicados del 5.º al 8.º lugar de la tabla final de posiciones se ordenaron del 1 al 4 y participan del Reducido, un minitorneo por eliminación directa, en el que se emparejaron, respectivamente, los mejor con los peor posicionados en la tabla. Luego se reordenaron y se enfrentaron en la final.
Las dos instancias se jugaron a doble partido, actuando como local en el de vuelta el equipo con mejor ubicación. 

### Cuadro de desarrollo
|  | Semifinales              | Semifinales              | Semifinales              | Semifinales              | Semifinales              |   |   | Final           | Final           | Final           | Final           | Final           |  |
|  | 25 de mayo al 3 de junio | 25 de mayo al 3 de junio | 25 de mayo al 3 de junio | 25 de mayo al 3 de junio | 25 de mayo al 3 de junio |   |   | 9 y 20 de junio | 9 y 20 de junio | 9 y 20 de junio | 9 y 20 de junio | 9 y 20 de junio |  |
|  |                          |                          |                          |                          |                          |   |   |                 |                 |                 |                 |                 |  |
|  |                          |                          |                          |                          |                          |   |   |                 |                 |                 |                 |                 |  |
|  | 2                        | San Telmo                | 1                        | 1                        | 2                        |   |   |                 |                 |                 |                 |                 |  |
|  | 2                        | San Telmo                | 1                        | 1                        | 2                        |   |   |                 |                 |                 |                 |                 |  |
|  | 3                        | Colegiales               | 0                        | 1                        | 1                        |   |   |                 |                 |                 |                 |                 |  |
|  | 3                        | Colegiales               | 0                        | 1                        | 1                        |   | 1 | San Telmo       | 1               | 2               | 3               |                 |  |
|  |                          |                          |                          |                          |                          |   | 1 | San Telmo       | 1               | 2               | 3               |                 |  |
|  |                          |                          | 2                        | All Boys                 | 3                        | 1 | 4 |                 |                 |                 |                 |                 |  |
|  | 1                        | Acassuso                 | 2                        | All Boys                 | 3                        | 1 | 4 | 1               | 1               | 2               |                 |                 |  |
|  | 1                        | Acassuso                 |                          |                          |                          |   |   | 1               | 1               | 2               |                 |                 |  |
|  | 4                        | All Boys                 | 1                        | 2                        | 3                        |   |   |                 |                 |                 |                 |                 |  |
|  | 4                        | All Boys                 | 1                        | 2                        | 3                        |   |   |                 |                 |                 |                 |                 |  |
|  |                          |                          |                          |                          |                          |   |   |                 |                 |                 |                 |                 |  |

- Nota: El equipo ubicado en la primera línea es el que ejerce la localía en el partido de vuelta.

### Semifinales
| 25 de mayo, 13:05 | Colegiales | 0:1 (0:1) | San Telmo    | Estadio de Colegiales, Munro                             |                                                          |
|                   |            | Reporte   | 2' Dal Casón | Asistencia: 1580 espectadores Árbitro(s): Paulo Vigliano | Asistencia: 1580 espectadores Árbitro(s): Paulo Vigliano |

| 1 de junio, 13:05 | San Telmo | 1:1 (0:1) | Colegiales | Estadio Dr. Osvaldo Baletto, Dock Sud                   |                                                         |
|                   | Zarco 65' | Reporte   | 8' Toloza  | Asistencia: 4560 espectadores Árbitro(s): José Carreras | Asistencia: 4560 espectadores Árbitro(s): José Carreras |

| 28 de mayo, 21:10 | All Boys | 1:1 (1:1) | Acassuso  | Estadio Islas Malvinas, Buenos Aires                        |                                                             |
|                   | Vera 11' | Reporte   | 19' Vidal | Asistencia: 9000 espectadores Árbitro(s): Yael Falcón Pérez | Asistencia: 9000 espectadores Árbitro(s): Yael Falcón Pérez |

| 3 de junio, 21:10 | Acassuso        | 1:2 (0:2) | All Boys               | Estadio República de Italia, Ciudad Evita               |                                                         |
|                   | Salvatierra 77' | Reporte   | 1' Céliz · 15' Vázquez | Asistencia: 850 espectadores Árbitro(s): Mauro Biasutto | Asistencia: 850 espectadores Árbitro(s): Mauro Biasutto |

### Final
| 9 de junio, 15:10 | All Boys                                     | 3:1 (1:0) | San Telmo   | Estadio Islas Malvinas, Buenos Aires                        |                                                             |
|                   | Tellas 40' · Soria Sánchez 53' · Vázquez 66' | Reporte   | 64' Igartúa | Asistencia: 14000 espectadores Árbitro(s): Sebastián Bresba | Asistencia: 14000 espectadores Árbitro(s): Sebastián Bresba |

| 16 de junio, 13:10                                                                        | San Telmo                 | 2:1 (1:0) | All Boys    | Estadio Dr. Osvaldo Baletto, Dock Sud                    |                                                          |
|                                                                                           | D'Angelo 19' · Farías 46' | Reporte   | 59' Sánchez | Asistencia: 6500 espectadores Árbitro(s): Lucas Comesaña | Asistencia: 6500 espectadores Árbitro(s): Lucas Comesaña |
| Suspendido por las condiciones climáticas. Se jugó el 20 de junio, a partir de las 14:10. |                           |           |             |                                                          |                                                          |

## Goleadores
| Pos. | Jugador              | Jugador             | Goles | Equipo            |
| ---- | -------------------- | ------------------- | ----- | ----------------- |
| 1.º  | Bandera de Argentina | Gonzalo Bravo       | 21    | Deportivo Riestra |
| 2.º  | Bandera de Argentina | Fernando Valenzuela | 20    | Barracas Central  |
| 3.º  | Bandera de Argentina | Gabriel Tellas      | 18    | All Boys          |
| 3.º  | Bandera de Argentina | Horacio Martínez    | 18    | Atlanta           |
| 4.º  | Bandera de Argentina | Ignacio Colombini   | 17    | Atlanta           |

Fuente: Solo ascenso-Estadísticas Primera B